# 薩多韋 (庫皮揚斯克區)
49°41′10″N 37°30′7″E / 49.68611°N 37.50194°E
薩多韋（烏克蘭語：Садове）是位於烏克蘭東部的村莊，由哈爾科夫州庫皮揚斯克區的金德拉希夫卡市鎮負責管轄。該村始建於1917年，面積0.06平方公里，2001年人口59，人口密度每平方公里921.9人。